# Фредрикссон, Эрик
Э́рик Фре́дрикссон (швед. Erik Fredriksson; род. 13 февраля 1943, Тидахольм) — шведский футбольный судья. В 1953—1958 годах выступал за ГИФ «Тидахольм». Судил с 1961 года. Судья ФИФА — с 1973 года.

## Краткие сведения о карьере
В чемпионатах Швеции провел 167 матчей (1971—1988). Провёл 45 матчей сборных команд (1974—1989). 48 матчей еврокубков (1975—1989): главный судья финала КЕЧ-84, Суперкубка Европы 1988.
Судил в качестве главного судьи матчи Евро-84 во Франции (Бельгия — Югославия), ЧМ-82 (Югославия — Северная Ирландия), ЧМ-86 (Италия — Болгария, СССР — Бельгия), ЧМ-90 (Аргентина — СССР).

## Ошибки и скандалы
Вошёл в историю как судья, совершивший ряд грубых ошибок в отношении сборной СССР на двух чемпионатах мира. По факту спорных и явно ошибочных моментов сам Фредрикссон никаких комментариев так и не дал.

### Чемпионат мира 1986: СССР — Бельгия
В матче СССР — Бельгия не был дважды зафиксирован офсайд бельгийских футболистов в основное время матча. Оба момента привели к голам в ворота советской команды. Боковой судья матча, который при первом взятии ворот советской команды вначале зафиксировал офсайд, но через несколько секунд после этого опустил флажок, был в итоге дисквалифицирован. Главный же судья матча получил назначение на финальный матч ЧМ-86 в качестве бокового судьи.
Игрок сборной СССР Владимир Бессонов:

Всё было как в дурном сне: Кулеманс, которому верхом по дуге был послан мяч, находился примерно в метре за моей спиной. Чтобы его положение «вне игры» стало ещё более явным, я сделал несколько шагов вперёд. Когда капитан бельгийцев принимал мяч, боковой судья Санчес моментально взметнул вверх флажок, фиксируя офсайд.
Но Кулеманс, словно зная, что Фредрикссон не обратит на это внимания, точно пробил. Шведский судья спокойно показал на центр. А Санчес поспешно опустил флажок…

Александр Львов:

Испанский арбитр так же, как и его коллега в поле, до этого уже дал повод усомниться в своей порядочности. На 55-й минуте Шифо, получивший передачу от Веркотерена, провёл первый ответный мяч, находясь в достаточно заметном офсайде. Не один десяток раз я просматривал видеоповтор этого эпизода с ведущими нашими арбитрами, и ни один из них не подтвердил правильности забитого гола.
Уже в аэропорту, за час до вылета сборной домой, я поинтересовался у начальника Управления футбола Госкомспорта Вячеслава Колоскова, провожавшего нас, как могло получиться, что одним из арбитров матча с бельгийцами оказался представитель Испании, с командой которой мы могли встретиться в следующем матче. Вразумительного ответа я не получил.
Согласитесь, вполне допустимо, что Санчес был заинтересован в поражении советской сборной, шансы которой на чемпионате котировались намного выше бельгийской.

Впрочем, стоит отметить, что Испания позже уступила Бельгии в серии пенальти.

### Чемпионат мира 1990: Аргентина — СССР
В матче Аргентина — СССР судья, стоя на лицевой линии при подаче углового на 10-й минуте матча и находясь лицом к событиям, происходящим в штрафной площади сборной Аргентины, не зафиксировал игры рукой со стороны Диего Марадоны, вынесшего таким образом мяч из ворот после удара головой Олега Кузнецова. Через несколько минут Фредрикссон не назначил очевидный пенальти в ворота советской команды, когда на входе в штрафную был сбит Каниджа. Несмотря на это, деморализованные футболисты сборной СССР не смогли собраться с силами, пропустив из-за собственных ошибок два гола.
Делегацией сборной СССР по футболу по эпизоду с игрой рукой был подан протест после матча.
Глава советской делегации Никита Симонян:

Вначале мы просто подали письменный протест в комитет ФИФА, по поводу предвзятого судейства Фредрикссона в матче СССР — Аргентина, но затем сделали открытое обращение к прессе:

„Если бы Фредрикссон был честным человеком, он должен был бы упаковать чемоданы, сжечь свою судейскую лицензию и оставить футбол навсегда“. 

### Прочие ошибки
Фредрикссон был участником ещё одного запоминающегося конфликта на чемпионатах мира: на ЧМ-82 именно его неуверенная отмашка флажком (Фредрикссон был боковым судьей) стала причина скандальных событий во время матча Франция — Кувейт. Французами был забит 4-й гол (счёт до этого момента был 3:1). По мнению кувейтцев, удар был выполнен из офсайда. Пострадавшие отказались разводить мяч с центра, а спустя пару минут с трибуны к тренерской скамье азиатской команды спустился шейх — брат главы государства и по совместительству президент национальной футбольной федерации. По его настоянию сборная Кувейта демонстративно покинула поле. После долгих разбирательств игра была возобновлена. По совпадению главным судьёй игры был советский арбитр Мирослав Ступар).